# José Miró Cardona
José Miró Cardona (22. srpna 1902 – 10. srpna 1972) byl kubánský právník a diplomat. Po svržení režimu diktátora Fulgencia Batisty byl Cardona od 5. ledna do 16. února 1959 ministerským předsedou přechodné revoluční vlády. Po jeho odstoupení funkci převzal Fidel Castro.

## Rodina
José Miró Cardona byl ženatý s Ernestinou Torrou, se kterou měl dvě děti, Jolandu a Joseho Antonia Mira Torru, a sedm vnoučat. Dvě se narodila Jolandě (Yolanda de la Luz a Sergio López Miró) a pět se narodila Joseovi (Silviana, Jose, Patricia, Natalia a Fernando Miró Santaella).